# Hurley, New York
Hurley är en kommun i Ulster County i delstaten New York, USA.